# Công viên địa chất Novohrad – Nógrád
Công viên địa chất Novohrad – Nógrád là một công viên nằm giữa biên giới của Hungary và Slovakia. Đây là một trong những công viên địa chất liên quốc gia đầu tiên trên thế giới. Công viên này nằm trong Mạng lưới Công viên Địa chất Toàn cầu, một mạng lưới hỗ trợ UNESCO, và là thành viên của Mạng lưới Công viên Địa chất Châu Âu.

## Địa phận
Công viên địa chất Novohrad – Nógrád nằm trong khu vực bồn địa Karpat ở Trung Âu. Tổng diện tích của công viên là 1.578 kilômét vuông (trong đó có 1.252 kilômét vuông thuộc về lãnh thổ của Hungary, 336 kilômét vuông thuộc lãnh thổ Slovakia). Toàn bộ diện tích của công viên là đất liền, trong đó chủ yếu là đồi núi, được phân tách bởi các thung lũng và các lưu vực. Phần đất liền của công viên trải dài từ rìa nam của dãy Karpat phía tây tới tận dãy núi Bắc Hungary.

### Dân cư
Có khoảng 150 nghìn người sinh sống trong địa phận của công viên, bao gồm cả khu vực hành chính của 63 khu định cư của Hungary (trong đó có hạt đô thị Salgótarján) và 28 khu định cư của Slovakia. Nơi đây được xem như cái nôi văn hóa cho những giá trị truyền thống và nghệ thuật dân gian của dân tộc Palóc. Với nguồn di sản văn hóa dồi dào, công viên đã được UNESCO công nhận là Di sản Văn hóa Thế giới. Trong đó, có làng Hollókő nằm trong địa phận của công viên. Khu vực phía nam của công viên địa chất cách thủ đô Budapest chỉ một giờ lái xe. Trong khi đó, Lučenec là thành phố lớn nhất của Slovakia gần với công viên. Là một công viên liên quốc gia, cái tên Novohrad – Nógrád bắt nguồn từ cả hai thứ tiếng Hungary và Slovak của hạt Nógrád, nơi công viên địa chất tọa lạc.

### Địa chất
Về mặt tự nhiên, công viên Novohrad – Nógrád còn sở hữu nguồn di sản địa chất có giá trị to lớn. Địa tầng trong khu vực công viên đến từ sự bồi tích qua 30 triệu năm của Trái Đất, bắt đầu từ thời kỳ có bồn địa Karpat. Địa chất trong khu vực của công viên là cả một quá trình tiến hóa của Trái Đất. Quá trình này bao gồm sự va chạm giữa các mảng kiến tạo cùng được bồi đắp dẫn đến đặc điểm phức tạp của núi lửa diễn ra trong 20 triệu năm. Bên cạnh đó, sự bồi đắp của các mảng kiến tạo này cũng dẫn đến sự phá hủy và tái tạo của các lưu vực biển cùng với sự chôn vùi và bảo tồn những sinh vật cổ đại.
Nguồn di sản địa chất quý giá của công viên được coi là báu vật đối với cả cộng đồng dân cư sống trong công viên lẫn du khách tham quan. Giá trị về địa chất học của công viên đã được những nhà khoa học Trái Đất công nhận từ cách đây ba thế kỷ trước, khi công viên lần đầu tiên được làm nghiên cứu địa chất.

## Lịch sử
Việc thành lập công viên địa chất Novohrad – Nógrád vốn bắt nguồn từ chính những người dân địa phương giàu nhiệt huyết sống trong vùng. Kể từ đó, công viên đã và vẫn đang tiếp tục được xây dựng dựa trên di sản địa chất, thiên nhiên và văn hóa của khu vực.
- Năm 1998 – Ý tưởng kết nối các khu vực địa lý có chung đường biên giới giữa hai quốc gia thông qua một dự án du lịch địa chất đã được ra đời. Ban giám đốc của công viên Quốc gia Bükk (Hungary) và Khu bảo tồn thiên nhiên Cerová vrchovin (Slovakia) là các đối tác chính trong dự án du lịch địa chất.
- Năm 2005 – Dự án công viên địa chất bắt đầu được triển khai vào năm 2005 theo sáng kiến của phía Slovakia. Hai bên đối tác tham gia đã hoàn thiện cơ sở dữ liệu về khu bảo tồn này vào cuối năm 2007.
- Năm 2008 – Trụ sở dự án của phía Slovakia được thành lập tại Filakovo.
- Tháng 1 năm 2009 – Công viên địa chất Novohrad – Nógrád đăng ký làm thành viên của Mạng lưới Công viên Địa chất Châu Âu.
- Năm 2010 – Công viên địa chất Novohrad – Nógrád chính thức trở thành thành viên của Mạng lưới Công viên Địa chất Châu Âu.
- Năm 2010 – Cũng trong năm này, công viên trở thành thành viên của Mạng lưới Công viên Địa chất Toàn cầu với tư cách là một trong những công viên liên quốc gia đầu tiên trên thế giới.

## Các điểm tham quan
- Khu Bảo tồn Thiên nhiên Hóa thạch Ipolytarnoc

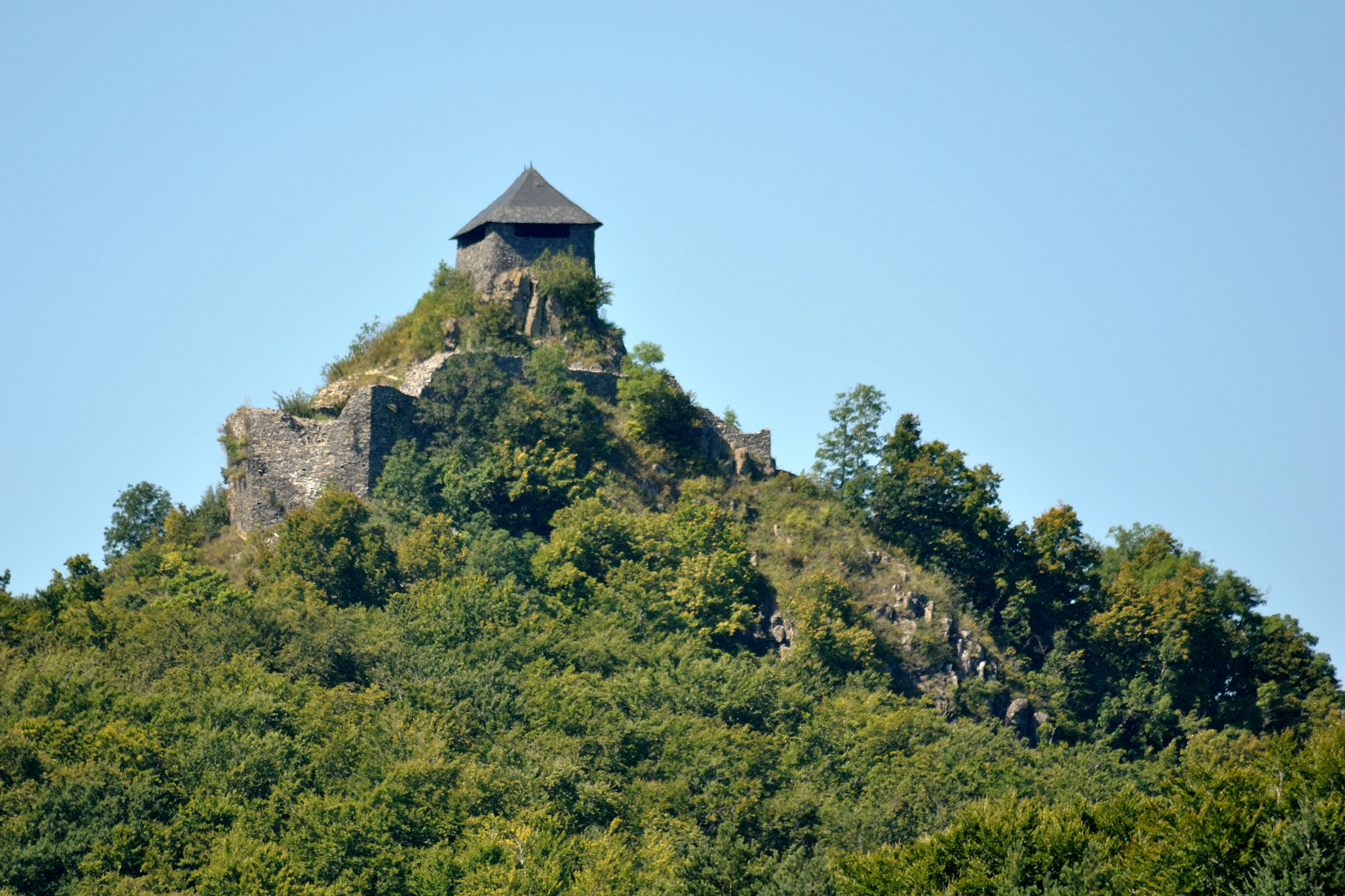
Lâu đài Salgó
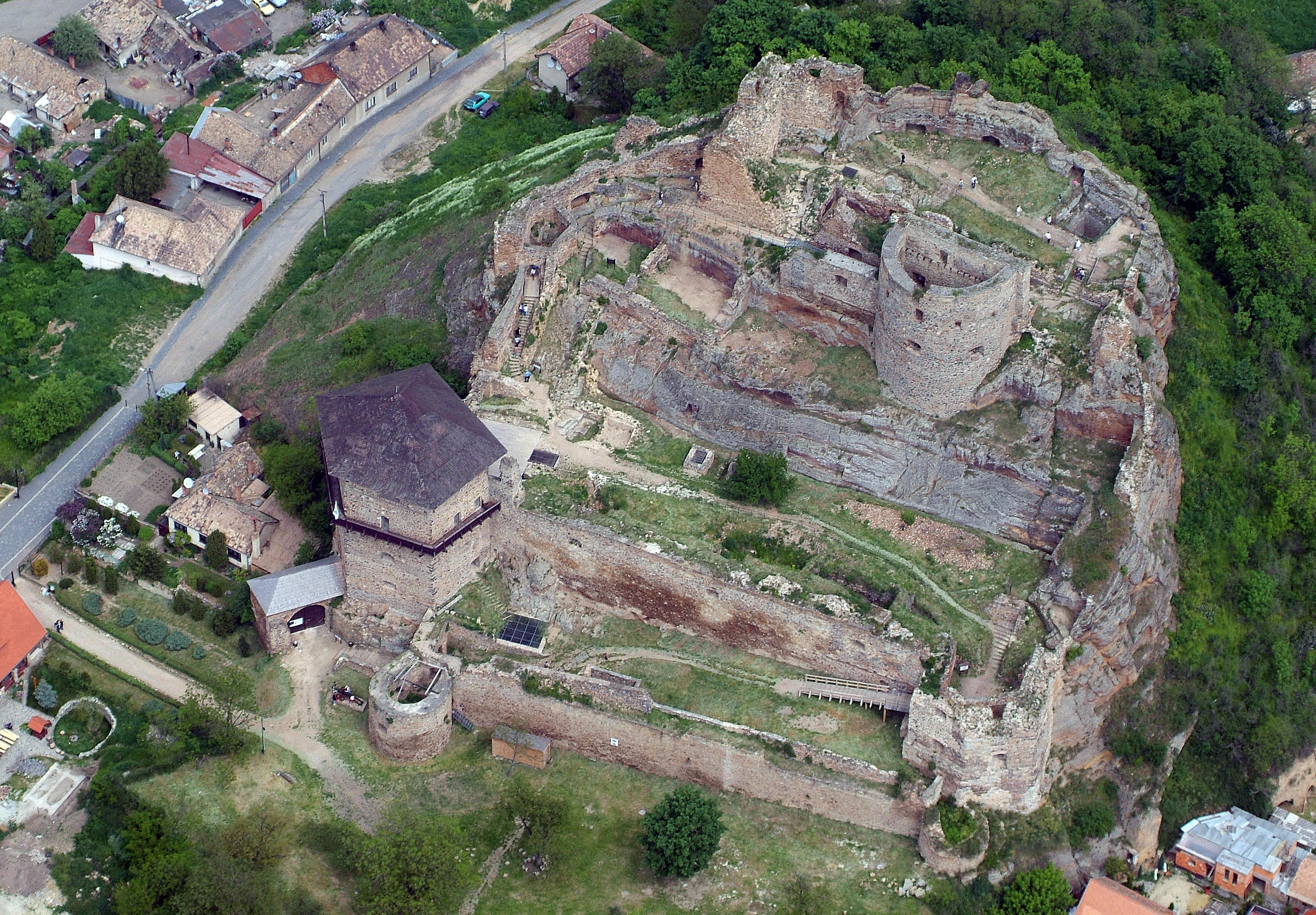
Đồi Lâu đài Filakovo
- Đồi Lâu đài Hajnacka
- Đồi Lâu đài Sámsonháza
- Núi đá đaxit Tar
- Lâu đài Pagan
- Đá sa thạch Lipovany
- Somoska
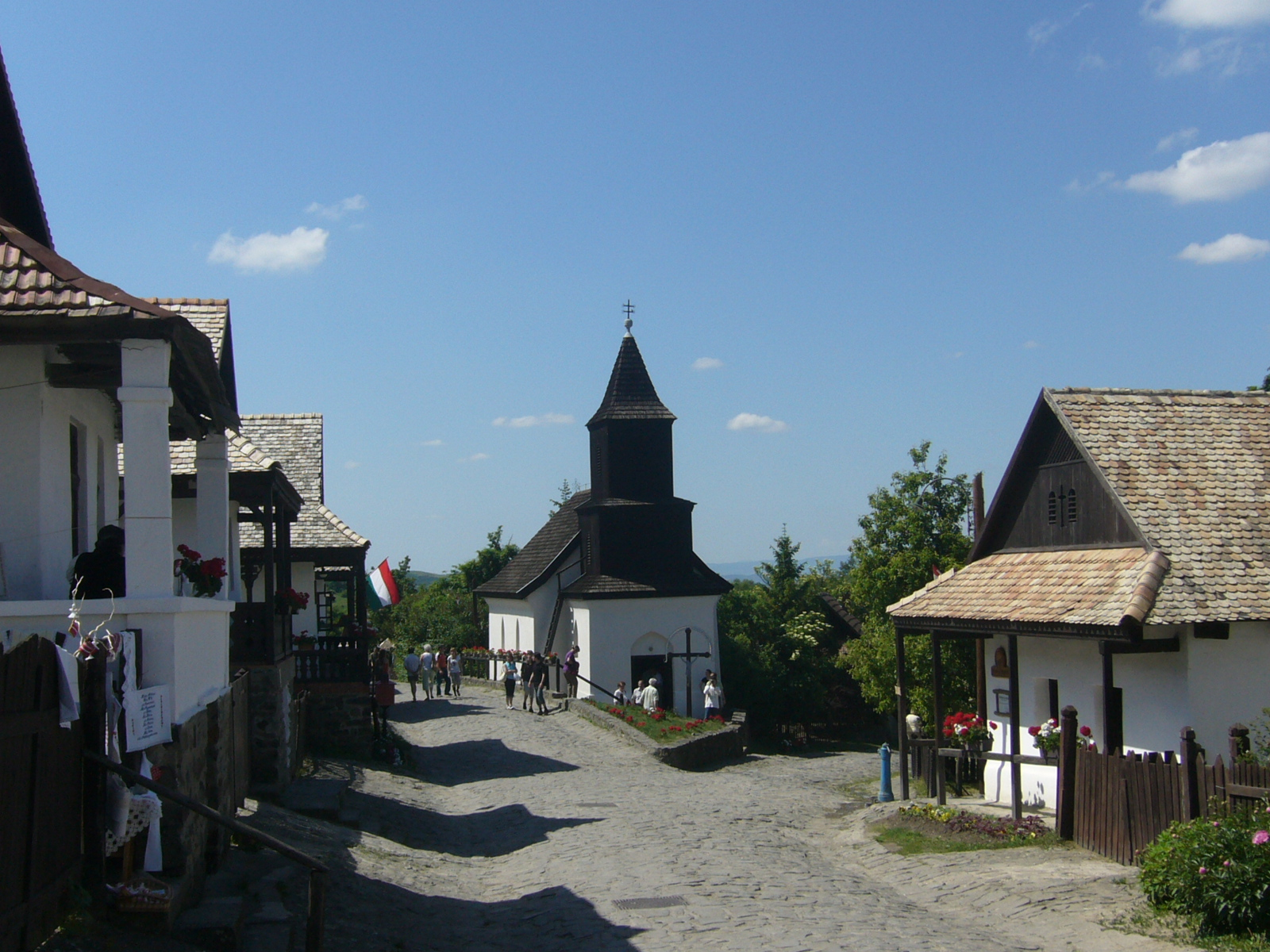
Bờ đê ở làng Hollókő
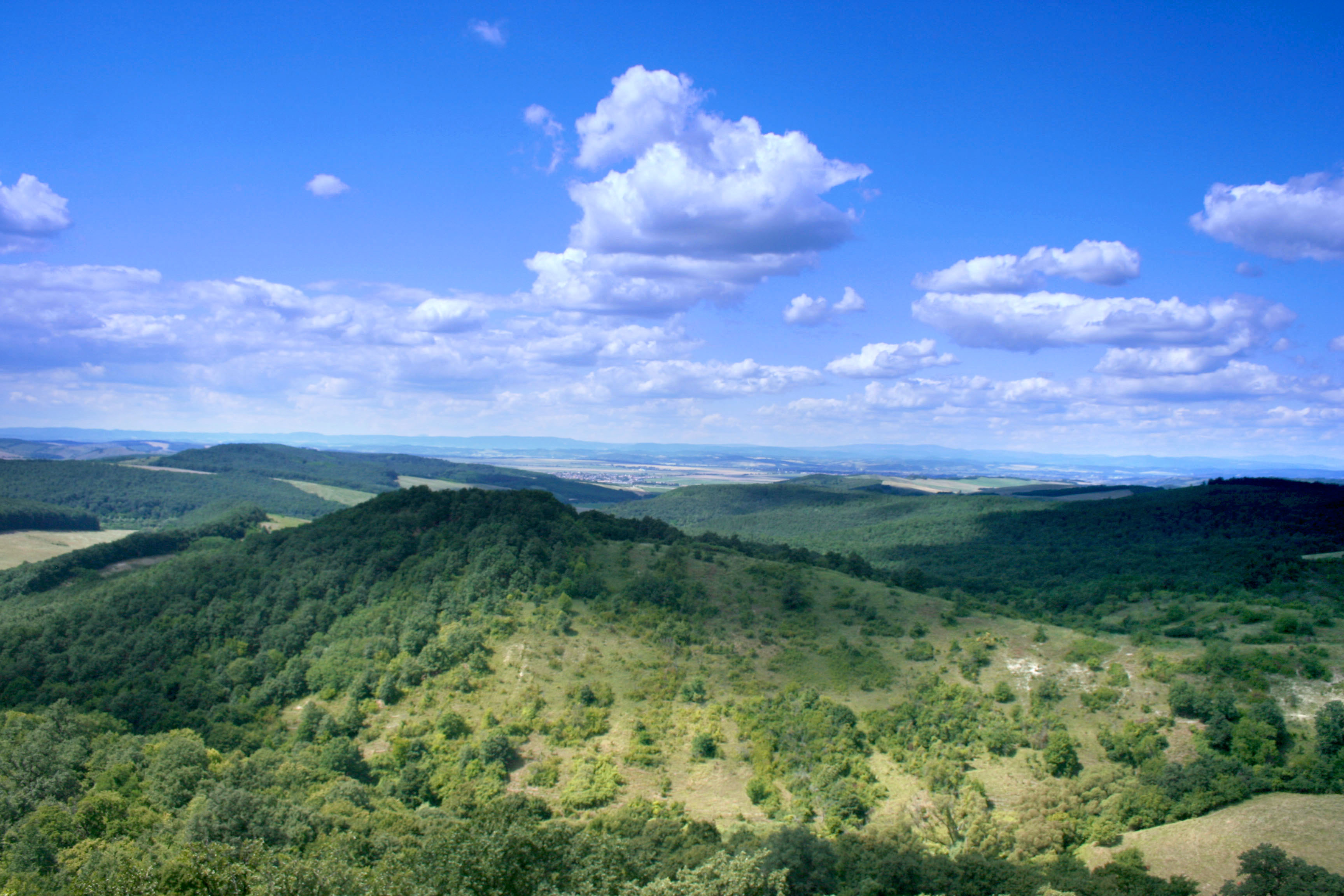
Dãy Cserhát, phía bắc làng Hollókő
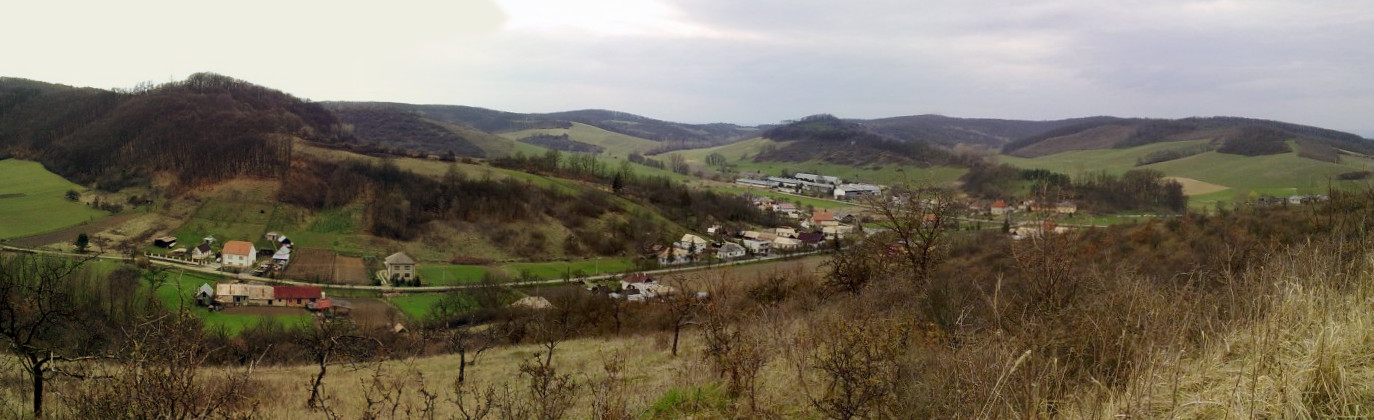
Toàn cảnh Lipovany

- Làng Kazár
- Cốc Medves
- Núi dung nham Guda
- Hang Mucin

- Lâu đài Salgó
- Đồi Lâu đài Filakovo
- Làng Hollókő
- Dãy Cserhát, phía bắc làng Hollókő
- Toàn cảnh Lipovany